# Arvid
Arvid er et drengenavn af norrønsk oprindelse afledt af Arnviðr, som kommer af orn, 'ørn', og viðr, 'skov'. En variant af navnet, især anvendt i Norge, er Arve. I Danmark bar 321 personer et af disse navne per 1. januar 2020.

## Kendte personer med navnet
- Arnvid Meyer, dansk jazzmusiker.
- Arvid Müller, dansk viseforfatter og manuskriptforfatter.
- Arve Opsahl, norsk skuespiller.
- Arve Tellefsen, norsk violinist.

## Andre betydninger
- Arve, en planteslægt.
- Arve, en fransk flod.